# Éforo

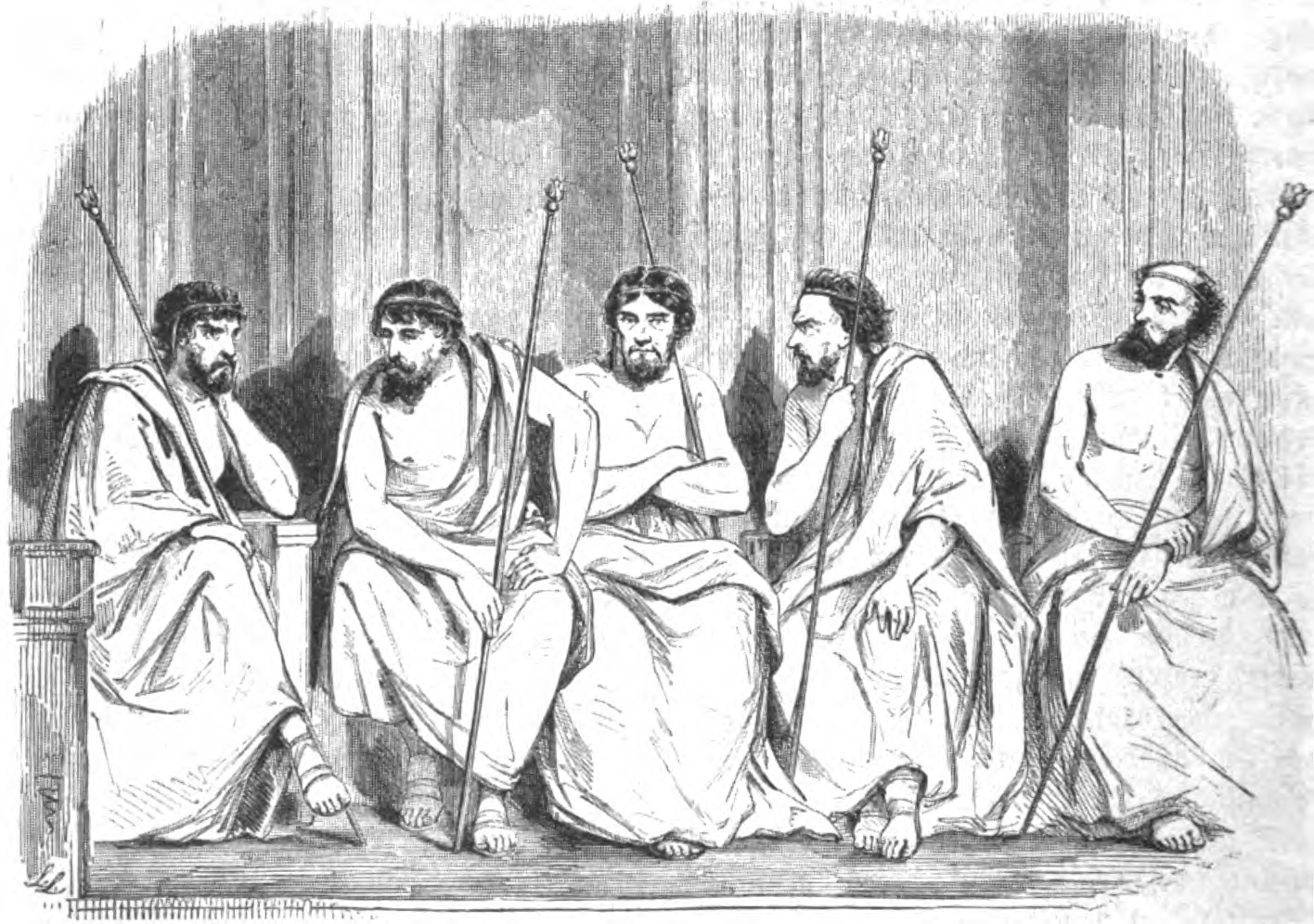

Éforo (en griego antiguo: Ἔφορος, formado por ἐπί, sobre y ὁράω, ver, «aquel que supervisa») era el nombre dado a ciertos magistrados de los estados de la  antigua Grecia. Entre ellos, los más conocidos e importantes eran los éforos de Esparta. 
En Esparta existían cinco éforos, elegidos anualmente, que juraban cada mes respaldar a los reyes, mientras que estos, a su vez, juraban respetar las leyes. 

## Origen
Heródoto afirmó que la institución fue creada por Licurgo de Esparta, un legislador cuya cronología e incluso historicidad es dudosa. En todo caso, se estima que el origen de los éforos puede situarse hacia el siglo VII a. C.

## Funciones
Los éforos eran elegidos por la asamblea popular, la Apella. Todos los homoioi, ciudadanos libres, podían ser elegidos para este puesto, pero no podían optar a la reelección. 
Ejercían una función de control sobre los dos reyes que había en Esparta, además de otros muchos aspectos de la vida de los espartanos. Platón los denominó como los tiranos que regían realmente Esparta como déspotas, mientras que los reyes no eran más que meros generales. 
En efecto, las atribuciones de los éforos aumentaron progresivamente, hasta acumular el poder legislativo, el judicial y el ejecutivo:
- Presidían las reuniones de la Gerusía o consejo oligárquico de ancianos de Esparta y de la asamblea (Apella).
- También estaban a cargo de los juicios civiles, que ejercían según el derecho consuetudinario, ya que no había leyes escritas.
- Controlaban la recaudación de impuestos y el calendario. Cada año se designaba tomando el nombre de uno de los éforos: como ocurría con los arcontes de Atenas, eran, pues, magistrados epónimos.
- Dirigían la política exterior y la educación y el entrenamiento militar de los jóvenes. Los éforos decretaban las levas de soldados, y dos éforos acompañaban al ejército cuando entraba en batalla, con la atribución de poder arrestar y mandar a prisión a los reyes si no se comportaban correctamente durante la guerra.

Los éforos que acompañaban al rey se mantenían en contacto con los que permanecían en Esparta mediante escítalas, un medio de comunicación secreta. 
De acuerdo con una cita de Aristóteles escrita por Plutarco, los éforos renovaban cada año una declaración de guerra contra los ilotas, convirtiéndoles en enemigos del Estado, como forma de justificar el uso de la fuerza contra ellos. Así, podían mandar a prisión y ejecutar a cualquier ilota por cualquier razón, en cualquier momento y sin tener que llevarlos a juicio o violar ningún ritual religioso de pureza.

## Declive
El rey espartano Cleómenes III abolió la institución de los éforos el año 227 a. C., pero fueron restaurados por el rey de Macedonia Antígono III tras ser derrotados los espartanos en la batalla de Selasia en julio de 222 a. C. La institución siguió existiendo hasta el siglo II d. C., siendo probablemente abolida definitivamente por el emperador Adriano.

## En la ficción
En la novela gráfica de Frank Miller, 300, y su adaptación cinematográfica, los éforos son mostrados como un grupo de sacerdotes no elegidos, de origen endogámico, lujuriosos y corruptos, y con rasgos de sufrir lepra. En esta obra de ficción traicionan en secreto al rey de Esparta, Leónidas I, antes de la batalla de las Termópilas frente a las tropas persas de Jerjes. Además, ordenan al rey no atacar a los persas para honrar el festival de las Carneas. También aparecen como custodios del oráculo de Delfos. Ninguno de los detalles anteriores es histórico, sino puramente ficcional.